# Scharf
Scharf ist ein deutscher Familienname.

## Namensträger

### A
- Albert Scharf (1934–2021), deutscher Medienmanager
- Alexander Scharf (1834–1904), österreichischer Journalist
- Alfons Scharf, deutscher Schauspieler
- Alfred Scharf (1900–1965), österreichisch-britischer Kunsthistoriker

### B
- Bernhard Scharf (1936–2024), deutscher Politiker (FDP)
- Burkhard Scharf (* 1943), deutscher Biologe

### C
- Christian Scharf († 1893), deutscher Klavierbauer
- Christiane Scharf (* 1970), deutsche Leichtathletin
- Christoph Barthold Scharf (1725–1803), deutscher Verwaltungsjurist und Autor

### D
- Detlef Scharf (* 1956), deutscher Politiker (CDU), MdBB
- Dieter Scharf (Kunstsammler) (1926–2001), deutscher Chemiker und Kunstsammler
- Dieter Scharf (Skispringer) (1943–2024), deutscher Skispringer

### E
- Eberhard Scharf (* 1956), deutscher Politiker (DDR-CDU/CDU), MdV, MdB
- Eduard Scharf (* 1953), deutscher Pokerspieler
- Ernst Bernhard Scharf (1828–1888), deutscher Zeitungsverleger
- Erich Scharf (1908–1943), deutscher Politiker
- Erwin Scharf (Filmarchitekt) (1901–1972), österreichischer Filmarchitekt und Architekt
- Erwin Scharf (Politiker) (1914–1994), österreichischer Politiker (SPÖ, KPÖ)
- Erwin Scharf (Chemiker) (1888–1959), deutscher Chemiker und Erfinder

### F
- Felix Scharf (1858–1920), österreichisch-deutscher Hüttendirektor
- Franz Wilhelm Scharf (1762–1823), deutscher Rittergutsbesitzer und Hofbeamter
- Friedrich Scharf (1897–1974), deutscher Politiker (NSDAP)
- Friedrich Ludwig Scharf (1884–1965), deutscher Soldat, Maler und Zeichner

### G
- Georg Johann Scharf (1788–1860), deutscher Maler
- George Scharf (1820–1895), britischer Maler und Kunstkritiker

### H
- Hans Scharf (1926–1980), deutscher Diplomat
- Hans-Dieter Scharf (1930–1998), deutscher Chemiker
- Harry Scharf, deutscher Handballspieler und -trainer
- Hermann Scharf (1889–nach 1950), deutscher Politiker (LDPD), MdL Sachsen-Anhalt
- Hermann-Josef Scharf (* 1961), deutscher Politiker (CDU), MdB

### I
- Isabella Scharf-Minichmair (* 1971), österreichische bildende Künstlerin und Kunstphilosophin
- Ivana Scharf (* 1974), deutsche Kulturmanagerin

### J
- Jakub Scharf (1857–1922), böhmischer Jurist und Politiker
- Jan Martin Scharf (* 1974), deutscher Regisseur und Drehbuchautor
- Joachim Scharf (1913–1965), deutscher Byzantinist
- Joachim-Hermann Scharf (1921–2014), deutscher Anatom und Biologe
- Josef Scharf (Mediziner, 1842) (1842–1892), mährischer Psychiater
- Josef Scharf (Politiker) (1890–1965), deutscher Politiker (BVP, CSU), MdL Bayern
- Josef Scharf (Mediziner, 1909) (* 1909), deutscher Ophthalmologe und Hochschullehrer
- Julia Scharf (* 1981), deutsche Fernsehmoderatorin
- Jürgen Scharf (* 1952), deutscher Politiker (CDU)

### K
- Karl Scharf (1859–1928), österreichisch-ungarischer Hornist
- Kenny Scharf (* 1958), US-amerikanischer Maler
- Kurt Scharf (1902–1990), deutscher Bischof
- Kurt Scharf (Übersetzer) (* 1940), deutscher Übersetzer und Herausgeber

### L
- Lothar Scharf (1942–2009), deutscher Jazzmusiker
- Ludwig Scharf (1864–1939), deutscher Lyriker und Übersetzer

### M
- Martin Scharf (* 1963), deutscher Politiker

### N
- Natalie Scharf (* 1965), deutsche Drehbuchautorin und Produzentin
- Norbert Scharf (SS-Mitglied) (1901–1945), deutscher SS-Standartenführer
- Norbert Scharf (Politiker) (1952–2010), deutscher Politiker (SPD)

### O
- Otto Scharf (Ingenieur, 1857) (1857–1935), deutscher Bergbauingenieur und Verwaltungsbeamter
- Otto Scharf (Fotograf) (1858–1947), deutscher Fotograf
- Otto Scharf (Ingenieur, 1875) (1875–1942), deutscher Bergbauingenieur und Bergwerksdirektor

### P
- Paul Scharf, deutscher Geher
- Paul-Gerhard Scharf (1937–2019), deutscher Architekt
- Peter Scharf (Ingenieur) (* 1942), deutscher Maschinenbauingenieur
- Peter Scharf (Eishockeyspieler) (* 1953), deutscher Eishockeyspieler und -trainer

### R
- Rainer Scharf (1956–2019), deutscher Physiker und Wissenschaftsjournalist
- Ralf Scharf (1959–2013), deutscher Althistoriker
- Raphael Scharf-Katz (1917–1994), deutscher jüdischen Funktionär
- Raphaela Scharf (* 1990), österreichische Fernsehmoderatorin und Journalistin
- Rudolf Scharf (* 1924), deutscher Internist und Hochschullehrer

### S
- Sabine Scharf (* 1944), deutsche Schauspielerin
- Sabrina Scharf (* 1943), US-amerikanische Schauspielerin und Politikerin
- Shlomo Scharf (* 1943), israelischer Fußballtrainer
- Steven Scharf (* 1975), deutscher Schauspieler

### T
- Thomas Scharf-Wrede (* 1959), deutscher Historiker, Herausgeber und Archivar

### U
- Ulrike Scharf (* 1967), deutsche Politikerin (CSU) und Bayerische Staatsministerin

### V
- Volkram Anton Scharf (1906–1987), deutscher Maler und Bildhauer

### W
- Walter Scharf (1910–2003), US-amerikanischer Komponist
- Walther Scharf (1923–1996), deutscher Kunstsammler
- Werner Scharf (1906–1945), deutscher Schauspieler
- Wilfried Scharf (* 1955), österreichischer Zitherspieler, Arrangeur und Hochschullehrer
- Willi Scharf (1896–1971), deutscher Geologe
- Wolfgang Scharf (Fußballspieler) (* 1945), deutscher Fußballspieler
- Wolfgang Scharf (Eisschnellläufer) (* 1959), deutscher Eisschnellläufer

### Y
- Yuval Scharf (* 1985), israelische Schauspielerin und Model